# Ric Savage
Frank Huguelet (Sylva, 5 giugno 1969) è un ex wrestler statunitense.
Huguelet, ex wrestler professionista, è conosciuto con il nome da ring Heavy Metal, Ric Savage. Egli inoltre è il protagonista della serie televisiva "Cacciatori di tesori" in onda su DMAX, un reality basato sulla ricerca di antichità sepolte in svariati giardini e proprietà private su e giù per gli States.
Huguelet ha lottato per tutta la costa orientale degli Stati Uniti dal 1990 fino al 1997. Mentre spese gran parte della sua carriera nei circuiti indipendenti, ha anche lottato per la National Wrestling Alliance, per la United States Wrestling Association, per l'Extreme Championship Wrestling, per la World Championship Wrestling e per la National Championship Wrestling.

## Carriera da wrestler professionale

### Primi anni
Huguelet fece la sua prima apparizione nel wrestling nei circuiti indipendenti nella parte occidentale della Carolina del Nord. Inizialmente si allenava in un garage a Waynesville, Carolina del Nord da Chuck Justice, un amico del liceo. Savage fece molti match nelle federazioni indipendenti prima di apparire in televisione con la South Atlantic Pro Wrestling nel 1991 in un match televisivo contro il suo eroe d'infanzia, Wahoo McDaniel. Savage venne successivamente allenato dal "Russian Bear" Ivan Koloff nella sua scuola a Indian Trails, Carolina del Nord.

### Professional Wrestling Federation
Huguelet lottò poi nella Professional Wrestling Federation  di proprietà di Gary Sabaugh (The Italian Stallion) e George South. Savage combatté anche con Nelson Knight e Bobby Knight prima che la coppia si trasferì alla World Wrestling Federation come Men on a Mission. Egli lottò  anche contro "Mean" Mark Canterbury.

### World Championship Wrestling
Sabaugh mise sotto contratto Huguelet con la World Championship Wrestling dove si sarebbe esibito in diversi tapings televisivi nel 1992, ma fu usato come jobber. Huguelet lasciò la WCW su consiglio dell'amico e mentore Jimmy Valiant, e si trasferì nella United States Wrestling Alliance di Jerry Lawler.

### United States Wrestling Alliance
Huguelet lottò nella USWA solo per una settimana a causa del desiderio di abbandonare il mondo del wrestling e iniziare una carriera in legge. Mentre lavorava per Lawler, Huguelet ebbe un feud con Skull Von Krush. Combatté anche con Tommy Rich, Eddie Gilbert, e The Moondogs. Huguelet ebbe l'opportunità di lottare con la The Rock 'n' Roll Express, dove costruisse un rapporto di amicizia con Ricky Morton. Poi Huguelet lasciò la USWA,iniziò a concentrarsi maggiormente sul college e lottò nei circuiti indipendenti per pagare le sue spese. 

#### National Wrestling Alliance
Huguelet lottò per la National Wrestling Alliance dove è stato un membro della Four Horsemen insieme a Tully Blanchard. Huguelet aveva formato un tag team con Frankee Lawless chiamato Hard Riders e la coppia divenne il tag team principale della NWA wrestling federation,i cui show venivano organizzati al Sportatorium a Dallas, Texas, gestito da Jim Crockett, Jr. Gli Hard Riders ebbero un feud con i fratelli Chris e Mark Youngblood. Lottarono anche contro Ahmed Johnson, Greg Valentine, Chris Adams, CW Anderson e con Junkyard Dog.  Huguelet lavorò a stretto contatto con gli Hardy Boyz  Gli Hard Riders si allontanarono dopo essersene andati dalla National Wrestling Alliance.

### Extreme Championship Wrestling
Nel 1996 dopo aver conseguito la laurea alla Western Carolina University, Huguelet e Kid Kash andarono a Philadelphia per lottare nella Extreme Championship Wrestling su suggerimento di alcuni amici di Savage, New Jack e Rob Van Dam. Huguelet lottò diversi match contro Shane Douglas ed ebbe una faidacon i Pitbulls. Paul Heyman cambiò il nome di Savage in Ric Rageil per evitare conflitti con "Macho Man"Randy Savage dellaWCW. Huguelet lasciò la ECW dopo pochi mesi, ma Kash rimase. Dopo la ECW, Huguelet tornò nei circuiti indipendenti.

### Circuiti indipendenti
Huguelet e Cavnar riunirono gli Hard Riders quando Ric Flair offrì alla squadra di lottare nella WCW dove fecero un dark match della settimana seguente ad Atlanta. Huguelet tornò nei circuiti indipendenti . Il suo vecchio amico dalla NWA Ahmed Johnson lo presentò a Jay Strongbow in uno show della WWF.
Strongbow avrebbe dovuto lottare contro Savage in un dark match, a Fayetteville, Carolina del Nord. Ma Strongbow ebbe un attacco di cuore e fu rilasciato dalla WWF.

### National Championship Wrestling
Huguelet collaborò per un po' 'con il Bull Buchanan  in una squadra chiamata "Body Count" nella National Championship Wrestling. Ma Buchanan fu messo sotto contratto dalla Smoky Mountain Wrestling di Jim Cornette e poi dalla World Wrestling Federation. Huguelet poi creò una stable con David Young e Rusty Riddle. Riddle si unì con Kid Kash ed ebbe un feud con Huguelet e Young per l' NCW world tag titles. Fu nel 1996 che Huguelet collaborò con Martin nella National Championship Wrestling, e Huguelet cominciò a contribuire a creare i personaggi del lottatore, storie, e fare delle interviste.

## Ritiro
Dopo aver subito un infortunio al ginocchio sinistro, e tre interventi chirurgici alla schiena, Huguelet si ritirò dal wrestling nel 1997. Inizialmente, si trasferì a Gettysburg, Pennsylvania, dove conobbe sua moglie Rita. Hanno tre figli e due nipoti . Nel 1998, Huguelet e la sua famiglia si trasferirono a New Jersey dove hanno vissuto prima di trasferirsi in Virginia nel 2009.
Huguelet è appassionato alla storia americana, in particolare alla guerra civile. Lui è un collezionista di artefatti, e gestisce un sito web che aiuta i collezionisti a identificare i falsi cimeli della guerra civile e della seconda guerra mondiale. È stato annunciato il 10 agosto 2011, che Spike TV ha acquistato 13 episodi del nuovo reality show americano Digger, con Huguelet e il suo team di esperti alla ricerca di artefatti.